# Lac Upper Ottoway
Le lac Upper Ottoway (en anglais : Upper Ottoway Lake) est un lac américain dans le comté de Madera, en Californie. Il est situé à 3 172 mètres d'altitude au sein de la Yosemite Wilderness, dans le parc national de Yosemite.